# Three Troikas
Three Troikas, né en 1976, est un cheval de course qui participe aux courses hippiques de plat. Propriété de la famille Head, elle est entraînée par Christiane Head, montée par Freddy Head. Elle remporte le Prix de l'Arc de Triomphe 1979.  

## Carrière de courses
Élevée par le magnat du bâtiment sud-africain Artur Pfaff, Three Troikas passe aux ventes de yearlings de Newmarket où Alec Head et sa fille et assistante Christiane, 29 ans, l'acquièrent pour 41 000 Guinées. Christiane, qui s'apprête à s'installer entraîneur à son compte, prend la pouliche dans son écurie, et Three Troikas fera toute sa carrière sous le signe de la famille Head, puisqu'elle portera les couleurs de Ghislaine, l'épouse d'Alec, et sera montée par Freddy, l'un des plus grands jockeys de son époque, déjà triple lauréat du Prix de l'Arc de Triomphe. 
La pouliche ne se produit qu'une fois à la fin de son année de 2 ans, dans un maiden clodoaldien qu'elle remporte. Lors de sa rentrée dans le Prix Vanteaux, en avril 1979, elle devance la prometteuse Dunette par trois longueurs et fait sensation. Cette victoire la place d'emblée parmi les pouliches les plus en vue de sa génération et une candidate sérieuse aux plus grandes épreuves : le Prix de Diane, et pourquoi pas le Prix de l'Arc de Triomphe. Encore faut-il confirmer cet éclair de classe dans la Poule d'Essai des Pouliches, ce qui est chose faite quinze jours plus tard, facilement. Et encore faut-il se montrer capable de monter en distance, ce qui est le cas comme le prouve sa victoire dans le Prix Saint-Alary, record de l'épreuve à la clé. Autant dire que Three Troikas s'élance dans le Prix de Diane dans la peau d'un épouvantail. Et la surprise de sa défaite, d'un nez, face à Dunette, dans le Prix de Diane, est à la mesure de l'engouement autour de cette pouliche jusqu'alors invaincue. Mais le terrain lourd, où elle a semblé peu à l'aise, y est peut-être pour quelque chose. Une contusion au pied révélée par Christiane Head aussi, peut-être. De retour à l'automne, elle remet les pendules à l'heure et réussit son examen sur la distance classique dans le Prix Vermeille, mais de justesse, une courte tête devant Salpinx. Mais Freddy Head s'est attaché à ne pas donner une course dure à sa partenaire, en vue de l'Arc. Dans la grande épreuve, on lui oppose le favori Britannique Troy, impressionnant lauréat du Derby d'Epsom et auteur d'un grand chelem unique en son genre : Derby, Irish Derby, King George, Benson & Hedges Gold Cup. Mais Three Troikas réalise la plus belle performance de sa carrière, elle s'envole, laissant ses opposants à trois longueurs, au premier rang desquels Le Marmot, qui devance Troy. C'est un triomphe pour Christiane Head, qui devient la première femme, et à ce jour la seule, à remporter le Prix de l'Arc de Triomphe (elle en gagnera deux autres avec Trêve), un triomphe pour la famille Head. 
Three Troikas reste à l'entraînement à 4 ans et fait sa rentrée dans le Prix d'Harcourt, où elle s'impose sûrement. La jument semble n'avoir rien perdu de sa superbe. Pourtant, ce sera sa dernière victoire. Dans le Prix Ganay, elle subit la loi de Le Marmot, qui prend sa revanche sur l'Arc. C'est de bonne guerre. Mais sa défaite sèche dans le Prix Dollar, un groupe 2, inquiète, d'autant qu'elle rentre de la course blessée. Et sa deuxième place derrière sa vieille copine Dunette dans le Prix du Prince d'Orange n'est pas pour rassurer. Dans ces circonstances, sa quatrième place derrière Detroit dans le Prix de l'Arc de Triomphe 1980 est très honorable. À la fin de l'année, elle est envoyée aux États-Unis pour disputer le Turf Classic mais, rebutée par un terrain étonnamment lourd pour cet hippodrome, elle sombre et Freddy Head n'insiste pas. Ce sont ses adieux à la compétition.  

### Résumé de carrière
| Date         | Hippodrome  | Pays        | Course                      | Statut      | Distance    | Jockey      | Place       | Écart       | Vainqueur ou deuxième |
| 1978, 2 ans  | 1978, 2 ans | 1978, 2 ans | 1978, 2 ans                 | 1978, 2 ans | 1978, 2 ans | 1978, 2 ans | 1978, 2 ans | 1978, 2 ans | 1978, 2 ans           |
| ------------ | ----------- | ----------- | --------------------------- | ----------- | ----------- | ----------- | ----------- | ----------- | --------------------- |
| 20 novembre  | Saint-Cloud | France      | Prix Messaline              | Maiden      | 1 550 m     | F. Head     | 1er / 12    |             |                       |
| 1979, 3 ans  |             |             |                             |             |             |             |             |             |                       |
| 16 avril     | Longchamp   | France      | Prix Vanteaux               | Gr. 3       | 1 900 m     | F. Head     | 1er / 9     | 3           | Dunette               |
| 29 avril     | Longchamp   | France      | Poule d'Essai des Pouliches | Gr. 1       | 1 600 m     | F. Head     | 1er / 8     | 2 ½         | Nonoalca              |
| 20 mai       | Longchamp   | France      | Prix Saint-Alary            | Gr. 1       | 2 000 m     | F. Head     | 1er / 7     | 2           | Pitasia               |
| 10 juin      | Chantilly   | France      | Prix de Diane               | Gr. 1       | 2 100 m     | F. Head     | 2e / 12     | nez         | Dunette               |
| 16 septembre | Longchamp   | France      | Prix Vermeille              | Gr. 1       | 2 400 m     | F. Head     | 1er / 13    | cte tête    | Salpinx               |
| 7 octobre    | Longchamp   | France      | Prix de l'Arc de Triomphe   | Gr. 1       | 2 400 m     | F. Head     | 1er / 22    | 3           | Le Marmot             |
| 1980, 4 ans  |             |             |                             |             |             |             |             |             |                       |
| 7 avril      | Longchamp   | France      | Prix d'Harcourt             | Gr. 2       | 2 000 m     | F. Head     | 1er / 7     | 1 ½         | Gain                  |
| 4 mai        | Longchamp   | France      | Prix Ganay                  | Gr. 1       | 2 100 m     | F. Head     | 2e / 6      | 1 ½         | Le Marmot             |
| 1er juin     | Longchamp   | France      | Prix Dollar                 | Gr. 2       | 1 950 m     | F. Head     | 3e / 8      | 3 ½         | Northern Baby         |
| 21 septembre | Longchamp   | France      | Prix du Prince d'Orange     | Gr. 3       | 2 000 m     | F. Head     | 2e / 7      | 1/2         | Dunette               |
| 5 octobre    | Longchamp   | France      | Prix de l'Arc de Triomphe   | Gr. 1       | 2 400 m     | F. Head     | 4e / 20     | 1           | Detroit               |
| 25 octobre   | Aqueduct    | États-Unis  | Turf Classic                | Gr. 1       | 2 000 m     | F. Head     | 8e / 8      | 22 ¾        | Anifa                 |

## Au haras
En 1981, la famille Head cède à la proposition d'un syndicat américain et vend Three Troikas, qui s'installe à Overbrook Stud dans le Kentucky. Elle y donnera deux éléments de valeur, la pouliche Three Angels (par Halo), lauréat du Prix des Réservoirs (Gr.3) et deuxième du Prix Saint-Alary, et Oregon (Halo), deuxième d'un groupe 3 américain puis étalon en Nouvelle-Zélande. 

## Origines
On ne présente plus Lyphard, le père de Three Troikas, l'un des meilleurs continuateurs de Northern Dancer. Sa mère Three Roses est issue d'un obscur étalon, Dual, qui faisait la monte pour une misère (48 Guinées), et n'avait pour seul argument que d'être issu d'une sœur de la championne des années 50 Meld. Three Roses ne manquait pas de talent, et remporta les Park Stakes, une course importante pour les 2 ans. C'est le spécialiste des pedigrees John Kramer qui conseilla à Artur Pfaff de présenter cette jument au cadre très imposant au modèle de poche qu'était Lyphard. Bien vu.  

### Pedigree
| Origines de Three Troikas (FR), jument baie née en 1976 | Origines de Three Troikas (FR), jument baie née en 1976 | Origines de Three Troikas (FR), jument baie née en 1976 | Origines de Three Troikas (FR), jument baie née en 1976 |
| ------------------------------------------------------- | ------------------------------------------------------- | ------------------------------------------------------- | ------------------------------------------------------- |
| Père Lyphard                                            | Northern Dancer                                         | Nearctic                                                | Nearco                                                  |
| Père Lyphard                                            | Northern Dancer                                         | Nearctic                                                | Lady Angela                                             |
| Père Lyphard                                            | Northern Dancer                                         | Natalma                                                 | Native Dancer                                           |
| Père Lyphard                                            | Northern Dancer                                         | Natalma                                                 | Almahmoud                                               |
| Père Lyphard                                            | Goofed                                                  | Court Martial                                           | Fair Trial                                              |
| Père Lyphard                                            | Goofed                                                  | Court Martial                                           | Instantaneous                                           |
| Père Lyphard                                            | Goofed                                                  | Barra                                                   | Formor                                                  |
| Père Lyphard                                            | Goofed                                                  | Barra                                                   | La Favorite                                             |
| Mère Three Roses                                        | Dual                                                    | Chanteur                                                | Chateau Buscaut                                         |
| Mère Three Roses                                        | Dual                                                    | Chanteur                                                | La Diva                                                 |
| Mère Three Roses                                        | Dual                                                    | Duplicity                                               | Nearco                                                  |
| Mère Three Roses                                        | Dual                                                    | Duplicity                                               | Doubleton                                               |
| Mère Three Roses                                        | Always Loyal                                            | King's Troop                                            | Princely Gift                                           |
| Mère Three Roses                                        | Always Loyal                                            | King's Troop                                            | Equiria                                                 |
| Mère Three Roses                                        | Always Loyal                                            | Constante Worry                                         | Torbido                                                 |
| Mère Three Roses                                        | Always Loyal                                            | Constante Worry                                         | Idle Curiosiy (famille 1-k)                             |